# Franz Ferdinand
|  | Franz Ferdinand er også navnet på et skotsk band, opkaldt efter ærkehertugen. Se Franz Ferdinand (band). |
Franz Ferdinand (18. december 1863 i Graz – 28. juni 1914 i Sarajevo) var en østrigsk ærkehertug, der fra 1896 til attentatet, der førte til hans død i 1914, var tronfølger i Østrig-Ungarn.
Han var søn af ærkehertug Karl Ludvig af Østrig kejser Franz Josephs nevø. Han blev tronfølger i 1896, efter at kejser Franz Josephs søn, kronprins Rudolf, havde begået selvmord.
Franz Ferdinand blev gift 1. juli 1900 med den bøhmiske grevinde Sophie Chotek, senere hertuginde von Hohenberg, men fordi hun ikke var fin nok efter huset Habsburgs regler, blev ægteskabet kun tilladt af familien efter enighed om at bruden ikke ville få kongelig status, og at deres barn ikke ville have krav på tronen. Kejseren deltog ikke i brylluppet.
Drabet på ærkehertugen og hans kone den 28. juni 1914 i Sarajevo af den serbiske nationalist Gavrilo Princip var medvirkende til udbruddet af den 1. Verdenskrig.
Franz Ferdinand var en yderst passioneret jæger og nedlagde i løbet af sit liv 274.889 stykker vildt.. Disse er alle[kilde mangler] udstillet på forskellige måder, de fleste som trofæer, men blandt andet også i yderst specielle lysekroner og andre ting i hans hjem, Konopiště. For at skyde disse dyr var han på talrige jagtrejser.